# Manu Dibango
Emmanuel 'Manu' N'Djoké Dibango (Douala, 12 december 1933 – Parijs, 24 maart 2020) was een Kameroenees bandleider, componist, altsaxofonist en vibrafonist. Hij is het bekendst van het nummer Soul Makossa uit 1972.

## Biografie
Dibango werd geboren in Douala, in toenmalig  Frans-Kameroen. Op vijftienjarige leeftijd verhuisde hij naar Frankrijk om bij familie in te trekken. Hij had, zoals hij later zou zeggen, slechts drie kilo koffie bij zich om aan zijn nieuwe familie te geven.

### Soul Makossa
In 1971 nam hij het nummer Soul Makossa op (Makossa is een Kameroenese muziekstijl). Een jaar later bracht hij het uit. Het nummer was een mengeling van jazz, funk, disco en Afrobeat. Deze plaat werd langzaamaan bekender en bevatte een bijzonder refrein: ma-mako, ma-ma-sa, mako-mako ssa.
Dit refrein zou in 1983 door Michael Jackson worden gebruikt in Wanna Be Startin' Somethin' en later in 2007 door Rihanna in het nummer Don't Stop the Music. In 2009 zou de Belgische groep K3 de tekst Mama-se, mama sá in hun nummer MaMaSé! verwerken.
In Nederland was deze tekst de inspiratie voor het radio-item Mama Appelsap. Hier werden onverstaanbare liedteksten van een nieuwe betekenis (mondegreen) voorzien. Het eerste voorbeeld was natuurlijk de tekst ma-mako, ma-ma-sa, mako-mako ssa waarin de Nederlanders Mama appelsap verstonden.
In 2015 was Dibango te horen in het nummer Musica van de Italiaanse zanger Jovanotti. Het nummer Reggae Makossa is een van de soundtracks van het computerspel Scarface: The World Is Yours.
In 1994 publiceerde Dibango zijn autobiografie, genaamd Three Kilos of Coffee: An Autobiography.

### Overlijden
In 2020 overleed Dibango in een Parijs' ziekenhuis, na een besmetting met het SARS-CoV-2-virus. Hij raakte besmet in Frankrijk.
- Bibsys: 3084033
- Biblioteca Nacional de España: XX852370
- Bibliothèque nationale de France: cb12137495j (data)
- Gemeinsame Normdatei: 13435852X
- International Standard Name Identifier: 0000 0000 8110 9606
- Library of Congress Control Number: n91010968
- MusicBrainz: 826b488f-5164-45ca-abc4-ab11b3c321eb
- Nationale Bibliotheek van Tsjechië: xx0152371
- Nationale bibliotheek van Australië: 40586194
- Nationale Bibliotheek van Israël: 987007339916305171
- Nederlandse Thesaurus van Auteursnamen: 073647683
- Istituto Centrale per il Catalogo Unico: LO1V021990
- Système universitaire de documentation: 029831202
- Trove: 1448340
- Virtual International Authority File: 32031953
- WorldCat: E39PBJjRVYMGg89kq7v43VdG73